# Craig Ellwood
Craig Ellwood (Jon Nelson Burke), född 22 april 1922 i Clarendon, Texas, död 30 maj 1992 i Pergine Valdarno, Italien, amerikansk arkitekt, främst verksam i Los Angeles.
Ellwood hade ingen formell arkitektutbildning men anses ändå[källa behövs] vara en av de främsta amerikanska modernistiska arkitekterna under efterkrigstiden. Han blev känd för de villor han ritade i början av 1950-talet och han fick senare även andra typer av uppdrag. Han kombinerade i sina verk Ludwig Mies van der Rohes formalistiska och minimalistiska modernism med den mer informella kaliforniska arkitekturen.

## Verk i urval
- Hale House, Beverly Hills, 1949
- Case Study House 16 (Salzman House), Bel Air, 1951-53
- Case Study House 17 (Hoffman House), Beverly Hills,  1954-56
- Case Study House 18 (Fields House), Beverly Hills,  1955-58
- South Bay Bank, Los Angeles, California, 1956
- Carson-Roberts Office Building, Hollywood, 1958-60
- Art Center College of Design (Hill Side Campus), Pasadena, 1974